# 김선 (1596년)
김선(金洗+金, 1596년 1월 24일 ~ 1660년 6월 8일)은 조선 후기의 문신, 학자이다. 자는 여정(汝精), 사정(士精), 호는 매학당(梅鶴堂), 고산(孤山) 또는 매학(梅鶴), 본관은 예안(선성)(禮安 宣城)이다. 이조판서 문절공 김담의 6대손이며, 백암 김륵의 종손이다. 경상도 안동 출신.
1625년(인조 3) 을축(乙丑) 별시 문과(別試文科)에 병과(丙科) 3위로 급제, 성균관전적이 되고 형조좌랑, 유곡도 찰방, 다시 형조좌랑, 예조좌랑 등을 거쳐 흥해군수 겸 경주진관병마동첨절제사에 이르렀다. 당진현감으로 재직 중에는 권력자의 땅이라 세금이 감면되고 백성이 세금을 더 내는 문제를 지적했다가 어사의 탄핵을 받고 면직됐다. 흥해군수 겸 경주진관 재직 중 아전의 농간을 바로잡고, 어부의 세금을 면제해주었다가 지방관 근무성적을 포폄하를 받고 면직됐다. 이후 관직을 단념하고 영천(후일의 영주시) 매학당에서 여생을 보냈다.

## 생애
1596년(선조 29) 1월 24일 경상도 안동부 북선면 주촌리(周村里, 현 경상북도 안동시 와룡면 주하리)에서 태어났다. 아버지는 승사랑 김수선(金首善)이고 어머니는 진성이씨(眞城李氏)로 여절교위를 지낸 이희열(李希說)의 딸이다. 조선 세종 때의 재상 이조판서 김담의 6대손으로, 고조부는 김우(金佑), 증조부는 생원 증 자헌대부 이조판서 김사명(金士明)이고, 할아버지는 참봉과 충무위부사과를 지낸 김욱(金勗)이다. 백암 김륵의 종손(從孫)이다. 뒤에 안동 주촌리에서 영천 고산(현, 영주시 부석면 상석리 고산)으로 이주하였다. 증조 할아버지 김사명의 증 이조판서 증직은 자신의 숙부의 양자로 갔던 그의 종조부, 족보상 재종조부가 되는 김륵의 현달로 추증된 것이다.
그의 나이 24세 때 아버지 수선의 병이 위독해지자 아버지의 병이 낫기를 하늘에 기도하였으며 자신의 손가락을 잘라 수혈하기도 하였다 한다. 아버지가 병석에서 수박을 찾았으나 제철에 맞지 않아 구하지 못했는데 이 일로 한이 되거 그는 평생토록 수박을 입에 대지 않았다 한다.
1625년(인조 3) 을축(乙丑) 별시 문과(別試文科)에 병과(丙科) 3위로 급제, 성균관학유, 성균관전적, 형조좌랑, 유곡도찰방 등을 역임했다. 유곡도찰방에 이르러 사직하고 돌아왔다가 그해 가을 다시 형조좌랑이 되고 성균관직강을 거쳐 다시 형조좌랑 겸 영서도찰방을 역임했다.
1637년 다시 형조좌랑이 되었으나, 그해 8월 9일 지방에 있어 기한 내에 미처 올라오지 못하자, 낭관 중 사고자 3인을 개차할 것과 서울사람을 임명할 것을 청하는 형조의 보고로 개차되었다. 1642년 1월 16일 병조좌랑이 되고 1643년 상을 당하여 사직했다. 1646년 2월 3일 황해도 도사로 부임했다가 겸 춘추관기주관을 겸직하였다. 1649년 1월 26일 예조좌랑에 임명되었다. 1649년 4월 7일 예조좌랑으로 왕명을 받아 죽은 이민환(李民寏)을 치제하러 의성군에 파견되었다.
1649년 6월 5일 다시 예조좌랑에 재임명되고 6월 11일 당진현감에 임명되었다. 동 6월 11일 이조에서 다시 인사 정사를 할때 당진현감으로 재임명되었다. 당진현에는 예전부터 권귀(權貴)들의 농장이 많아 부세가 균등하지 못해, 지방 재정은 형편없었고 지역 주민들이 세금을 더 부담하였다. 이에 김선은 직접 알아보고 부세를 바로잡게 하고 조정 유력자의 재산이라 해서 조금도 봐주는 것이 없었다. 하지만 얼마 후 어사가 계를 올려 그의 건강 문제를 지적, 파출하였다.
11월 27일 홍청도암행어사에 의해 남포현감(藍浦縣監) 이순성(李循性) 등과 함께 파출당하고, 서목 보고되었다.
1655년 1월 15일 청주판관(淸州判官)에 임명되었다. 1월 23일 이름이 가볍고 근래들어 쇠퇴했다는 이유로 승정원이 계를 올려, 부임하러 가던 도중 체직되었다.
1655년 10월 27일 성균관전적 1656년 2월 2일 흥해군수로 부임하였다. 흥해군수로 부임하여 경주진관 병마동첨절제사를 겸직했다. 흥해군수 재임 중 향리, 아전들이 중간에서 일으키는 무역의 폐단을 없애고, 어부, 양식장 등 어호(漁戶)에게 부과되는 세금을 감면해 주었다. 그러나 그를 미워하는 지역 유지들의 무고로 조정에 탄원서가 제출되었다. 그해 8월 19알 경상감영의 봄여름 지방관 근무성적 포폄에서 포폄 하를 받았다. 그해 10월 3일 경상좌도화재경차관(慶尙左道災傷敬差官)의 탄핵을 받고 파출되었다.
이후 김선은 더는 관직에 뜻을 두지 않고 경북 영천(榮川, 현재의 영주시)의 상석리(현, 영주시 부석면 상석리) 고산(孤山)으로 낙향했으며 1655년(효종 7) 순흥 도강면(道講面)의 송내(松內, 후일 현, 영주시 부석면 상석리에 편입)에 매학당(梅鶴堂)을 짓고 여생을 보냈다. 저서로는 매학당유고(梅鶴堂遺稿) 2권이 있다. 1660년 6월 8일 영주 매학당에서 병으로 사망하였다.

### 사후
순흥 도강면의 매학당은 그의 사후, 수년 뒤 갑자기 화재가 발생돼 전소되었다. 그러나 1674년(숙종 15) 그의 증손자 사정 김행추(金行秋) 등이 일부를 순흥 문단(文丹)의 사암(蛇巖)으로 옮겨 중건하였다. 순흥부 문단면 사암리는 한때 김선이 살던 곳이라 하며 동쪽에 고산이 있어서 고산의 옛 이름 그대로 편액을 달았다. 1913년 그의 10대손 정산(貞山) 김동진(金東鎭)이 다시 영주군 부석면 상석리 솔안부락으로 이건하였다. 영주 고산 매학당은 매학당과 양출헌 2개의 건물이 경내에 있으며, 경내에는 후대에 대한민국 시대에 세워진 숭모비가 같이 있다.

## 저서
- 매학당유고(梅鶴堂遺稿) 2권

## 같이 보기
- 김담
- 김륵

## 참고 문헌
- 국조방목
- 매학당유고
- 승정원일기